# گالینا چیستیاکووا
گالینا چیستیاکووا (روسی: Галина Валентиновна Чистякова؛ زادهٔ ۲۶ ژوئیهٔ ۱۹۶۲) ورزشکار دو و میدانی پرش طول و پرش سه‌گام اهل اتحاد جماهیر شوروی سوسیالیستی بود.